# Marae de Taputapuātea
 (juillet 2019).
Si vous disposez d'ouvrages ou d'articles de référence ou si vous connaissez des sites web de qualité traitant du thème abordé ici, merci de compléter l'article en donnant les références utiles à sa vérifiabilité et en les liant à la section « Notes et références ».
Le marae de Taputapuātea est un marae situé à Taputapuatea, sur l'île de Raiatea, en Polynésie française. Il s'agit du plus vaste de toute la Polynésie. Le site abrite plusieurs structures en pierre et était considéré autrefois comme le temple central et le centre religieux de la Polynésie orientale.
Inscrit depuis 2010 sur la liste indicative française du patrimoine mondial, le site a été proposé par la France à l'examen du Comité du Patrimoine mondial en 2017, en vue d'une inscription effective sur la liste du patrimoine mondial.
Le 9 juillet 2017, l'Unesco annonce l'admission du marae au Patrimoine mondial.

## Histoire
L'aire sacrée du cap Matahira-i-te-ra'i est appelée Te Po, « là où les dieux résident ». Le marae originel était dédié au dieu Ta'aroa. Ultérieurement, le dieu 'Oro, dieu de la vie et la mort, fut adoré à la place de Ta'aroa. Selon la légende, le descendant de 'Oro, Hiro, construisit le marae en lui donnant le nom de Taputapuea, « les sacrifices lointains ». Le tambour Ta'imoana était utilisé pendant les sacrifices humains. La pierre blanche Te Papatea-o-Ru'ea sur la plage à proximité était utilisée pour consacrer les chefs de Ra'iatea avec la ceinture aux plumes rouges maro'ura. L'image du dieu haute de 1,50 mètre était appelée 'Oro-maro-'ura, « 'Oro à la ceinture aux plumes rouges ». À mesure que la vénération de 'Oro se répandait, Taputapuatea devint le centre d'un réseau de navigateurs océaniens. 
Le marae était déjà établi aux alentours de l'an 1000 avant de connaître une expansion significative. C'était un lieu d'apprentissage où les prêtres et les navigateurs de tout le Pacifique se réunissaient pour offrir des sacrifices aux dieux et pour partager leur savoir sur l'origine généalogique de l'Univers, mais également sur la navigation sur l'océan lointain. 
Une alliance appelée Ti'ahuauatea fut établie avec les îles environnantes, notamment Te Aotea à l'ouest et Te Aouri à l'est. L'alliance incluait également les îles Cook, les îles Australes, l'île Kapukapuakea à Hawaii et Taputapuatea en Nouvelle-Zélande. De nouveaux marae furent établis dans chacune de ces îles avec des pierres prises à Taputapuatea en guise de lien spirituel. Les prêtres de 'Oro de ces îles se réunissaient ici périodiquement et participaient à des sacrifices humains pour honorer 'Oro.
L'alliance fut cependant brisée quand des combats éclatèrent lors d'une réunion où les deux plus hauts prêtres représentant l'alliance furent tués. Les représentants de Ao-tea s'enfuirent de l'île par le passage du récif de Te Ava-rua et non par le passage sacré de Te Ava-mo'a, ce qui fut considéré comme un mauvais augure. Une tentative de réparer cette mauvaise action eut lieu en 1995.
Aux alentours de 1763, des guerriers de Bora-Bora attaquèrent l'île, infligeant une défaite à Tupaia et saccageant l'île. Cela entraîna la destruction des maisons des dieux à Taputapuatea, la détérioration de la plateforme et l'abattage des arbres qui servaient d'abri.
Le 20 juillet 1769, James Cook, Joseph Banks, le Dr Daniel Solander et Tupaia arrivèrent dans l'île à bord du Endeavour pour prendre possession de Raiatea, Taha'a, Huahine et Bora-Bora au nom du roi George III du Royaume-Uni. Ce fait fut alors interprété comme la réalisation d'une prophétie du prêtre-sorcier Vaita, selon laquelle de nouveaux venus viendraient à bord d'une pirogue sans balancier pour prendre possession des îles.

## Recherche et restauration
Lorsque le professeur maori néozélandais Te Rangi Hiroa, un précurseur de la renaissance culturelle polynésienne, visite Taputapuatea en 1929, il est consterné par l'état piteux dans lequel il trouve le grand marae. Il écrit alors : « J'ai fait mon pèlerinage à Taputapu-atea, mais les morts ne pouvaient pas me parler. C'était triste à pleurer. J'ai ressenti un profond regret, un regret pour — je ne sais quoi. Était-ce pour le battement des tambours ou pour les acclamations des gens lorsque le roi était consacré ? Était-ce pour les sacrifices humains des temps lointains ? Ce n'était pour aucune de ces raisons individuelles, mais pour quelque chose derrière ces choses, un esprit vivant et le courage divin qui existaient dans ces temps anciens, dont Taputapu-atea n'est qu'un symbole muet. C'est quelque chose que nous, les Polynésiens, avons perdu et ne pouvons plus trouver, une chose à laquelle nous aspirons mais que nous ne pouvons pas recréer. Le contexte dans lequel cet esprit a été engendré a changé à jamais. Le vent sombre de l'oubli a enveloppé Opoa. Des mauvaises herbes étrangères poussent sur le patio abandonné, et les pierres sont tombées de l'autel sacré de Taputapu-atea. Les dieux sont partis depuis longtemps. »
Les restes archéologiques du marae de Taputapuatea ont été restaurés en 1994 et le travail pour préserver le site se poursuit.
L'association culturelle Na Papa E Va'u Raiatea, formée par la population de 'Ōpoa, a pour but la préservation du marae. Grâce à son travail, celui-ci est inscrit au Patrimoine mondial de l'Unesco depuis le 9 juillet 2017. L'association s'attache à animer et retisser les liens entre les communautés du « Triangle polynésien » et de toute la région Pacifique.